# 國際奧委會第112屆全體會議

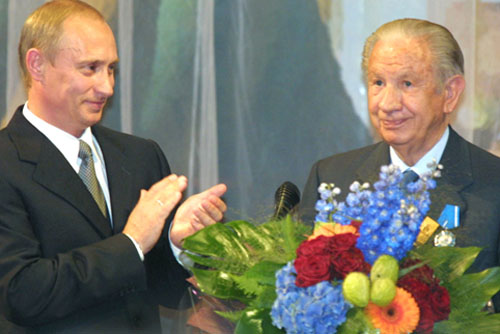
全会开幕当天（2001年7月12日），俄罗斯总统弗拉基米尔·弗拉基米罗维奇·普京向即将卸任的国际奥委会主席胡安·安东尼奥·萨马兰奇颁发荣誉勋章

國際奧林匹克委員會第112屆全體會議（英語：112nd International Olympic Committee Session）于2001年7月12日至16日在俄罗斯莫斯科召开，此次会议的主要议程包括投票产生2008年夏季奥林匹克运动会主办城市及选举第8任国际奥林匹克委员会主席。
此次全会的开幕式在莫斯科大剧院举行。

## 2008年奥运会主办城市投票
全会召开前，北京、多伦多、巴黎、伊斯坦布尔、大阪为申办2008年夏季奥运会的候选城市，各申办城市于当地时间7月13日9时30分起在莫斯科国际贸易中心向国际奥委会作最后陈述，评估团随后向全会报告对申办城市的考察情况。
当地时间7月13日晚18时（北京时间22时），国际奥委会委员以不记名投票方式决定奥运会主办城市，监票人为塞内加尔籍委员凯巴·姆巴伊、德国籍委员托马斯·巴赫、菲律宾籍委员弗朗西斯科·埃里扎尔德，姆巴伊为协调人，而在此次投票中，国际奥委会首次在全会上使用电子表决器，为此国际奥委会总干事弗朗索瓦·卡拉尔在正式投票前发起了一次投票演练；计票工作于18时08分结束，北京最终获得2008年夏季奥林匹克运动会的主办权。
各候选城市得票数如下：
| 2008年夏季奥林匹克运动会主办城市投票 | 2008年夏季奥林匹克运动会主办城市投票 | 2008年夏季奥林匹克运动会主办城市投票 | 2008年夏季奥林匹克运动会主办城市投票 |
| 城市                                 | 国家                                 | 第一轮                               | 第二轮                               |
| ------------------------------------ | ------------------------------------ | ------------------------------------ | ------------------------------------ |
| 北京                                 | 中国                                 | 44                                   | 56                                   |
| 多伦多                               | 加拿大                               | 20                                   | 22                                   |
| 巴黎                                 | 法國                                 | 15                                   | 18                                   |
| 伊斯坦堡                             | 土耳其                               | 17                                   | 9                                    |
| 大阪                                 | 日本                                 | 6                                    | -                                    |

## 国际奥委会主席选举
1980年起担任国际奥委会主席的萨马兰奇任期将满，其继任者的选举于7月16日在莫斯科国际贸易中心举行，而第八届国际奥委会主席的候选人有以下五人：
- 比利时 - 雅克·罗格（59岁）

曾三次参加奥运会帆船比赛。时任欧洲奥委会主席，1998年成为国际奥委会执行委员会成员。
- - 金云龙（70岁）

时任韩国奥委会主席，1986年成为国际奥委会委员。
- 加拿大 - 理查德·庞德（59岁）

1978年进入国际奥委会，曾任国际奥委会副主席。
- 匈牙利 - 帕尔·施密特（59岁）

曾任国际奥委会副主席，在东欧国家的支持率较高。
- 美国 - 阿妮塔·德弗兰茨（48岁）

唯一的女性候选人，1997年成为国际奥委会副主席。
| 候选人          | 国家   | 第一轮 | 第二轮 |
| --------------- | ------ | ------ | ------ |
| 雅克·罗格       | 比利时 | 46     | 59     |
| 金云龙          |        | 21     | 23     |
| 理查德·庞德     | 加拿大 | 20     | 22     |
| 帕尔·施密特     | 匈牙利 | 11     | 6      |
| 阿妮塔·德弗兰茨 | 美国   | 9      | -      |

最终，来自比利时的雅克·罗格当选国际奥委会主席。

## 终身名誉主席
7月16日，萨马兰奇在结束21年的任期后成为国际奥委会终身名誉主席，而此职务并非象征性职务。

## 脚注
1. ↑  . 中国中央电视台. 2001-07-13  [2014-10-12]. （原始内容存档于2014-10-17）.
2. ↑  何振梁. . 新华网. 2001-07-12  [2022-03-01]. （原始内容存档于2022-03-01）.
3. ↑  何振梁. . 新华网. 2001-07-09  [2022-03-01]. （原始内容存档于2022-03-01）.
4. ↑  何振梁. . 新华网. 2001-07-13  [2022-03-01]. （原始内容存档于2022-03-01）.
5. ↑  . 人民网. 2001-07-13  [2014-10-12]. （原始内容存档于2014-10-17）.
6. ↑  . 中国新闻社. 2001-07-14  [2014-10-12]. （原始内容存档于2014-10-20）.
7. ↑  . 光明日报. 2001-06-08  [2014-10-12]. （原始内容存档于2014-10-20）.
8. ↑  . 新浪体育. 2001-07-16  [2014-10-12]. （原始内容存档于2014-10-19）.
9. ↑  . 新华网. 2001-07-15  [2014-10-12]. （原始内容存档于2014-10-19）.
10. ↑  . 新华网. 2001-07-15  [2014-10-12]. （原始内容存档于2016-03-04）.